# Онджина
Онджи́на (итал. Ongina) — река на севере Италии, правый приток Арды, протекает по территории провинций Пьяченца и Парма в Эмилии-Романьи. Длина реки составляет 47,5 км. Площадь водосборного бассейна — 159 км². Средний расход воды в устье с 1991 по 2011 года — 1,02 м³/с.
Онджина начинается на высоте около 560 м над уровнем моря со склонов горы Бургацци (высотой 643 м) у населённого пункта Ранка на территории коммуны Вернаска. В верхней половине течёт преимущественно на северо-восток, потом — на север. Впадает в Арду северо-западнее Санта-Франки, через искусственное устье на высоте около 40 м над уровнем моря; старое русло отходит от этого места на восток в сторону Полезине-Парменсе.
Основные притоки: Граттароло и Онджинелла, первый принимает слева около Кьяравалле-делла-Коломбо, а с Онджинеллой сливается по правому берегу около Буссето.